# Persisk litteratur

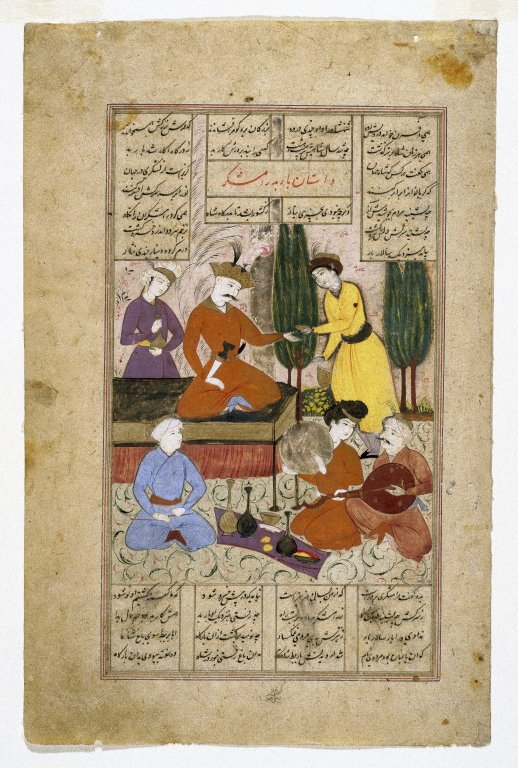
Perserkungen Bahram V och hovmän underhålls av musikern Barbad, Sida ur manuskript av Ferdousis Shahnama, Brooklyn Museum.

Persisk litteratur (persiska: ادبیات پارسی adabiāt-e pārsi) är ett samlande begrepp för den litteratur som är författad på persiska. Den persiska litteraturen är bland de äldsta i världen, spänner över tusentals år och har påverkat litteraturens utveckling i många andra kulturer i Asien och i Europa. Den persiska litteraturen är nära knuten till begreppet frahang, som innefattar hövlighet, bildning och kultur. Redan under akemeniderna fanns det en rik muntlig och skriftlig persisk litterär tradition som går tillbaka till 600-talet f.Kr.. Det allra äldsta forntida materialet har i stor utsträckning gått förlorat men det omnämns i andra källor, såsom den antika pahlavilitteraturen och Gamla Testamentet. 
Den persiska litteraturen har författats över ett stort geografiskt område där det persiska språket talats och använts, däribland dagens Iran, Turkiet, Balkanhalvön, Kaukasien, Irak, Afghanistan, Indien, Pakistan och Centralasien. Den behöver inte nödvändigtvis vara skriven av författare med persiska som modersmål. Fram till 1900-talet var persiska ett stort litteraturspråk i Osmanska riket och i Indien. Pakistans nationalskald Mohammad Iqbal skrev huvudsakligen sin poesi på persiska. Den persiska litteraturen har beskrivits som en av mänsklighetens rikaste och mest mångsidiga litterära traditioner. Johann Wolfgang von Goethe betecknade den som en av världslitteraturens fyra huvudsakliga litterära kulturer.

## Historik

### Forntid

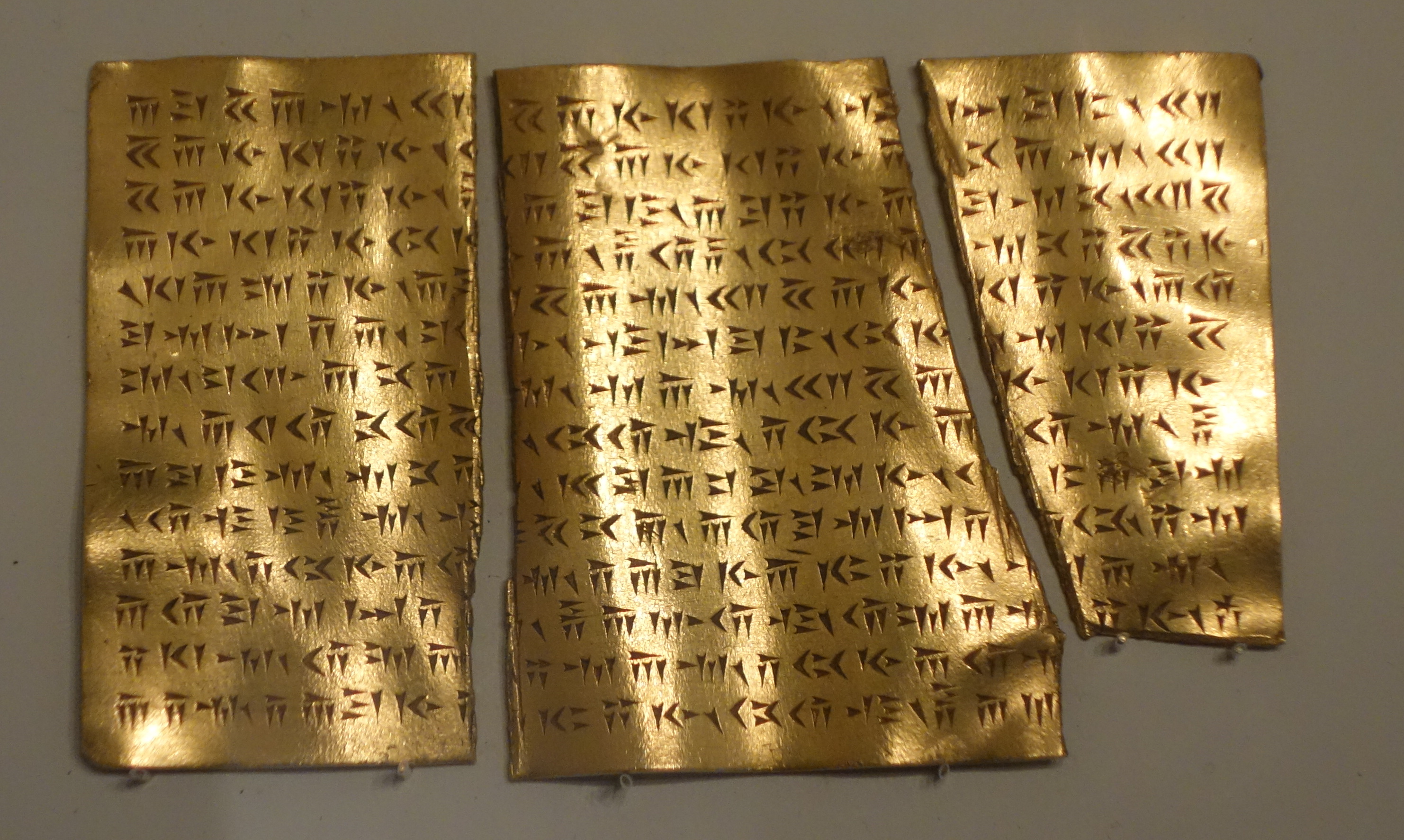
Fornpersisk inskrift i guld från akemenidisk tid

På fornpersiska, som talades under akemeniderna, finns i huvudsak politiska, administrativa och ekonomiska texter bevarade på kungliga inskriptioner, sigill, lertavlor och mynt. Den mest kända inskriptionen är Behistuninskriften som finns i västra Iran. Förekomsten av en rik forntida persisk litteratur omnämns både i senare persisk litteratur och i grekiska och judiska källor. Rötterna till iransk mytologi, med kungar, drottningar och hjältar, hittar man dels i den nationella epiken som under sasaniderna samlades i Kungaboken (Khwadāy-Nāmag) och dels i den zoroastriska religionens skrifter, Avesta.
Den äldsta delen av Avesta är Sånger (Gatha), en samling sånger författade på vers av Zarathustra omkring 1500 f.Kr. Avesta har samma ställning i iransk litteratur som vedaskriftena har i den indiska litteraturen. Bara en mindre del av den ursprungliga Avesta har bevarats till våra dagar och mycket tyder på att den ursprungliga texten var mycket mer omfattande och bestod av 21 böcker (nasker). Den zoroastriska traditionen lägger skulden för Avestas förstörelse på Alexander den store som brände ned det kungliga biblioteket i Persepolis i samband med sin erövring av perserriket.

### Antiken
Först under sasanidisk tid sammanställdes resterna av den ursprungliga Avesta och översattes till medelpersiska. Till Avestas viktigaste del hör lärodikten Gatha (Sånger) som tillskrivs Zarathustra själv, men som först nedtecknades på sasanidisk tid. Hymnerna överfördes först muntligt och reciteras än idag. Från århundradena kring Kristi födelse fram till 700-talet utvecklades den mångsidiga och omfångsrika pahlavilitteraturen vilken inkluderar både prosaromaner och olika slag av religiösa och filosofiska skrifter. Till den religiösa delen hör bland annat Zarathustra-legenden i Dēnkard. 

Diktningen bestod främst av episk poesi med mytiskt och heroiskt innehåll. Pahlavilitteraturen rymmer även kärleksdikter och vinsånger som framfördes av kringvandrande skalder och sångare. Musikern Barbad som verkade vid storkonungen Khosrau Parviz' hov var en av det sasanidiska Irans främsta skalder. På medelpersiska finns även en viktig zoroastrisk visdoms- och uppbyggelselitteratur (så kallad zand), däribland Arda Virāf Nāmag som beskriver den rättrogne Virafs resa till paradiset och helvetet.

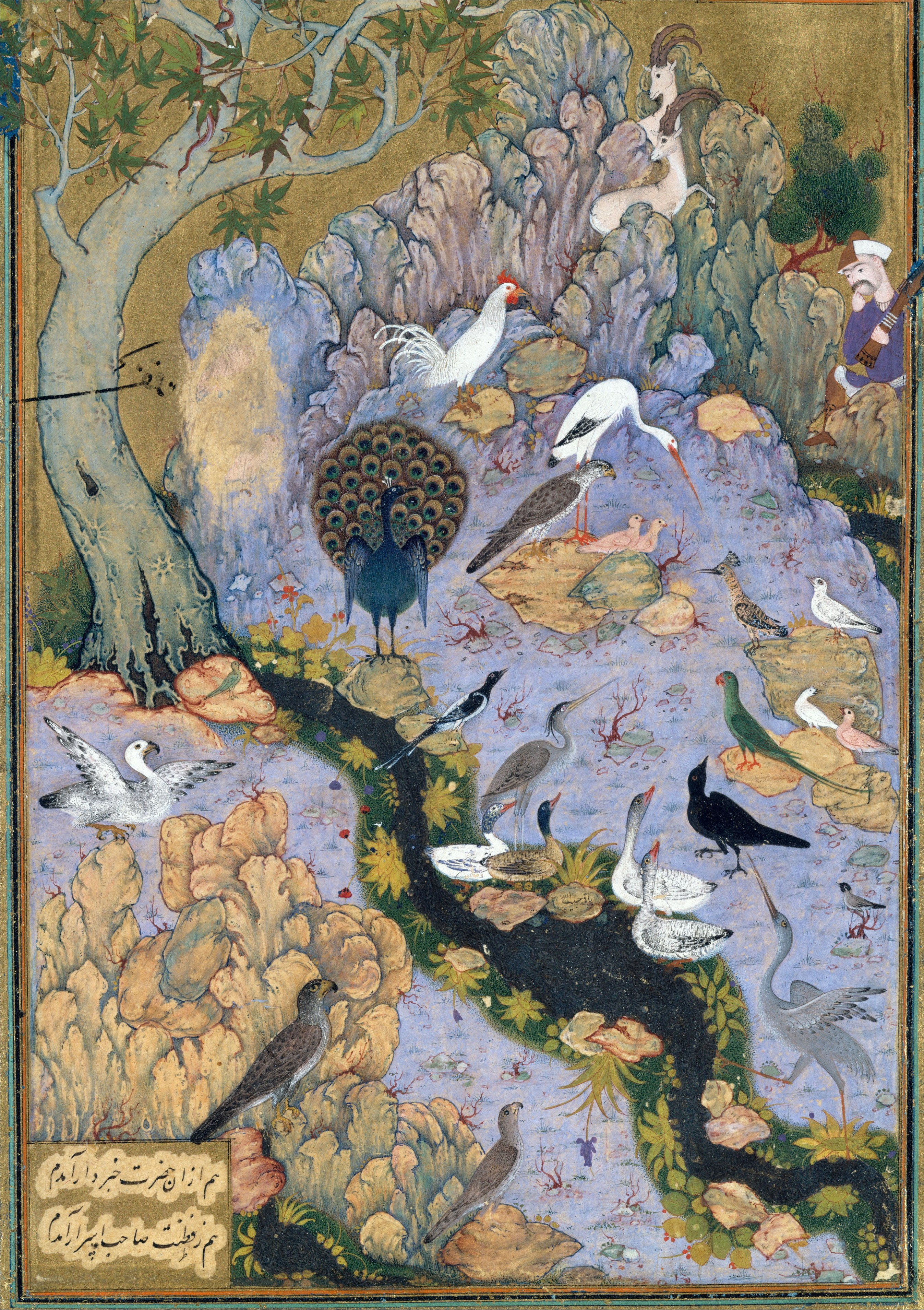
Miniatyrmålning med verser ur Farid ad-din Attars Manteq ot Tayir (Fåglarnas samtal).

### Klassisk tid
Införandet av den nypersiska litteraturen på 900-talet var betingad av den ofantliga kulturomvälvning som införandet av islam innebar. Omkring år 1000 besjöng Abu al-Qasim Ferdosi i det stora eposet Kungaboken (Shāhnāmeh) Persiens öde genom tiderna. Hans krönika räknas idag som Irans nationalepos och har stor betydelse för det persiska nationalmedvetandet. 
De tidigaste klassiska diktarna, däribland Rudaki och Manuchehri, var hovpoeter som skrev panegyriska dikter och naturlyrik.
Den nypersiska litteraturens samband med islams mystik, sufismen, är särskilt uppenbar och präglade särskilt lyriken. Till de stora diktarna också hör skalderna Nezami och Omar Khayyam; den sistnämndes Rubaiyat från 1100-talet har nått oss framförallt genom E. Fitzgeralds romantiska tolkning. Den mera didaktiske skalden Sa'di Shirazi skrev sededikter, däribland Gulistan och Bustan, som speglar det traditionella persiska samhällets moraluppfattning. Den rika sufiska litteraturen nådde sin höjdpunkt på 1200- och 1300-talen med Jalal al-din Rumi, Fakhr al-din Araqi, Shams al-din Hafiz och den mera mångsidige Abd al-Rahman Jami.
Hafiz har sedan länge ansetts representera det finaste inom den persiska lyriken med sina lovsånger till vinet och kärleken.
Den nypersiska prosan tog form på 1000-talet och nådde sin höjdpunkt med författare som Nizam al-Mulk, Nizami Aruzi och Shamsol-Maali Kay Kavus.

Sadeq Hedayat, pionjär för litterär modernism i Iran.

### Modern tid
På 1800-talet började en ny persisk litteratur ta form under inflytande av den samtida europeiska. Först en bit in på 1900-talet återgav författare som Mohammad Ali Jamalzadeh, Sadeq Hedayat och Bozorg Alavi den persiska prosan något av dess tidigare originalitet med sina sociala motiv. Samtidigt framträdde en modern persisk diktning genom poeten Nima Yushij som var den förste i Iran som använde fri vers.
De klassiska versmåtten övergavs gradvis till förmån för nya former. På 1960-talet framträdde Irans kanske mest läst kvinnliga prosaförfattare, Simin Daneshvar, med den episka romanen Sovushun (Siavoshs sörjande) som blev en bestseller. Efter revolutionen har flera kvinnliga prosaförfattare, såsom Shahrnush Parsipur och Moniru Ravanipur, gjort sitt intåg på den litterära scenen.
Till Irans främsta kvinnliga diktare under 1900-talet hörde Forogh Farrokhzad vars vågade bildspråk och sensualism utmanade traditionella iranska samhällsnormer. En annan pionjär inom modern persisk poesi var Ahmad Shamlu som experimenterade med en rad olika stilar och fick viss internationell uppmärksamhet.

## Persisk litteratur på svenska
Persisk litteratur har endast i begränsad omfattning översatts till svenska. Nedan listas ett urval av böcker som kommit i svensk översättning.
- Bo Utas, Den persiska litteraturen. Översättningar, red. Ashk Dahlén, Stockholm, 2011.
- Forough Farrokhzad, Mitt hjärta sörjer gården: modern persisk poesi, översättning Namdar Nasser, Göteborg: Lindelöw, 1996.
- Forough Farrokhzad, En själ, Två språk, översättning Janne Carlsson och Said Moghadam
- Sohrab Sepehri, En oas i ögonblicket: modern persisk poesi, översättning Namdar Nasser, Stockholm: Baran Föralg, 2000.
- Nizami Aruzi, Fyra skrifter, översättning Ashk Dahlén, Stockholm: Atlantis, 2010.
- Rumi, Vassflöjtens sång, översättning Ashk Dahlén, Lund: Ellerströms, 2001 (2:a uppl. 2009).
- Araqi, Gnistornas bok, översättning Ashk Dahlén, förord av Bo Utas, Umeå: Rosengårdens, 2005.
- Ferdousi, Shahname: fem berättelser ur Shahname (det iranska nationaleposet), övers. Anja Malmberg och Namdar Nasser, Göteborg, 2006.
- Hafiz, Dikter, översättning Ashk Dahlén, förord av Finn Thiesen, Umeå: Rosengårdens: 2007 (2:a uppl. 2010).
- Hafez, Östanvindens ande, översättning Fateme Behros, Lund: Ellerströms, 2007.
- Omar Khayyam (2007). Rubáiját: (fyrradingar) (fjärde, illustrerade upplagan). Lund: Berättarförlaget. ISBN 978-91-975704-5-9 168 sidor.
- Ahmad Shamloo, Dikter om natten, översättning Janne Carlsson och Said Moghadam
- Ahmad Shamloo, Bort om kärleken, översättning Janne Carlsson och Said Moghadam
- Simin Daneshvar, Dans på slak lina, översättning Janne Carlsson och Said Moghadam
- Shahrnush Parsipur, Kvinnor utan män, översättning Said Moghadam och Johanna Jellback
- Hushang Golshiri, De fördunklades kung, översättning Janne Carlsson och Said Moghadam